# 妖魔伝 レザレクション
『妖魔伝 レザレクション』（原題：畫皮II）は、2012年6月26日に公開された中国映画。『画皮 あやかしの恋』の500年後を舞台とした続編である。
日本では2012東京／長崎・中国映画週間で『画皮 あやかしの恋2』の邦題で上映された後、2013年に『妖魔伝 レザレクション』の邦題で劇場公開された。

## キャスト
| 役名                       | 俳優                           | 日本語吹替 |
| -------------------------- | ------------------------------ | ---------- |
| 靖公主（ジン公主）         | ヴィッキー・チャオ（趙薇）     | 魏涼子     |
| 小唯（シャオウェイ）       | ジョウ・シュン（周迅）         | 園崎未恵   |
| 霍心（フオ・シン）         | チェン・クン（陳坤）           | 森川智之   |
| 雀児（チュエアル）         | ヤン・ミー（楊冪）             | 佐々木亜紀 |
| 龐郎（パン・ラン）         | ウィリアム・フォン（馮紹峰）   | 内田夕夜   |
| 天狼国の巫師               | クリス・フィリップス（費翔）   | 高橋広樹   |
| 天狼国女王                 | チェン・ティンジャー（陳廷嘉） |            |
| 天狼国王子                 | 魯諾                           |            |
| 逹叔                       | リュー・チャーフィー（劉家輝） |            |
| 公孫豹（ゴンスン・パオ）   | チャン・イーロン（張藝瀧）     |            |
| 建陵侯許安（シュー・アン） | スン・ジェンクイ（孫建魁）     |            |
| 趙敢                       | リー・ビンユン（李炳淵）       |            |
| 少年靖公主                 | クアン・シャオトン（関暁彤）   |            |
| 少年霍心                   | チン・ジュンジエ（秦俊杰）     |            |
| 煉丹大師                   | ユー・ベンチャン（游本昌）     |            |
| 天狼国首領                 | 徐冲                           |            |

## 受賞
2012年
- 第8回廣州大学生映画祭：最も大学生に歓迎された女優賞（ヴィッキー・チャオ）

2013年
- 第20回北京大学生映画祭：視覚効果賞
- 第14回ゴールデン・トレーラー・アワード